# Hahnia obliquitibialis
Hahnia obliquitibialis là một loài nhện trong họ Hahniidae.
Loài này thuộc chi Hahnia. Hahnia obliquitibialis được Robert Bosmans miêu tả năm 1982.